# Schande (2008)
Schande (Originaltitel Disgrace) ist ein auf dem gleichnamigen Roman von J. M. Coetzee basierendes Filmdrama aus dem Jahr 2008. Regie führte Steve Jacobs, das Drehbuch schrieb Anna Maria Monticelli.
Das Drama wurde 2008 auf dem Toronto International Film Festival uraufgeführt und dort mit dem International Critics Award ausgezeichnet.

## Handlung
David Lurie ist Professor für englische Literatur an der Universität Kapstadt. Er ist geschieden, seine erwachsene Tochter lebt mit einer Freundin in der Provinz Ostkap eines Südafrika der Vorhandyzeit. David besucht Prostituierte, benutzt seine Position als Professor aber auch, um Melanie, eine seiner Studentinnen, unter Druck zu setzen und zu verführen. Er gefällt sich in der Rolle des amoralischen Ästheten und Lord-Byron-Fans. Als David wegen der Affäre mit Melanie von deren Freund und von ihrem Vater angezeigt wird, kommt es zur Anhörung durch die Universitätsleitung. David lässt die Anklage ins Leere laufen, indem er sich schuldig bekennt und damit seine Professur kampflos aufgibt. Ein Reuebekenntnis lehnt er mit einer Mischung aus Stolz und Abgeklärtheit ab.
Er fährt in die Provinz Ostkap zu seiner Tochter Lucy, die sich über das Wiedersehen mit ihrem Vater freut und ihm mitteilt, dass ihre Freundin sie verlassen hat. Lucy lebt davon, dass sie selbstgezogene Blumen auf einem Wochenmarkt verkauft. Ihr schwarzer Nachbar Petrus scheint ihr beizustehen und sie in ihrer Einsamkeit unter seine Fittiche zu nehmen. Er sorgt auch für die drei großen Hunde, die Lucie zusätzlich beschützen sollen.
Eines Tages kommen jedoch drei schwarze junge Männer aus einem Kraal; einer von ihnen, Pollux, ist fast noch ein Kind. Sie wollen telefonieren und überfallen unter diesem Vorwand David und Lucy. David bekommt nur mit, dass zwei der drei Schwarzen hinter sich und Lucy die Tür zuziehen. Er hetzt einen der Hunde auf den dritten Nachzügler, wird aber selbst niedergeschlagen und in die Toilette gesperrt. Als er wieder zu sich kommt, sieht er durchs Fenster, wie die drei Gewalttäter sich sein Auto nehmen. Sie sehen ihn, übergießen ihn mit Brennspiritus und zünden ihn an. Er kann das Feuer mit Wasser aus dem WC löschen, in das er seinen Kopf steckt. Als ihm Lucy nach einiger Zeit die Tür öffnet, ist sie verstört und schweigsam, völlig verändert.
Davids Verbrennungen werden verarztet und erweisen sich als nicht allzu schwerwiegend. Lucy schaltet die Polizei zwar ein, verspricht sich aber nicht viel davon. Als Davids Auto gefunden wird, fahren sie hin. Aber es ist ein anderes. Seit dem Überfall misstraut David dem Nachbarn Petrus, denn er war während dieses Vorfalls scheinbar zufällig gerade abwesend, und dieses Misstrauen wird noch größer, als auf einer Party, die Petrus gibt, Pollux, einer der Täter, auftaucht. David will die Polizei rufen, aber Lucy verbietet es ihm.
Auf die Frage ihres Vaters, ob sie mit einem Arzt über alles gesprochen habe, erwidert Lucy, sie habe mit einer Ärztin über alles gesprochen. Dieses „alles“ wird nicht näher definiert, es kann körperliche und seelische Verletzungen, Schwangerschaft und Aidsinfektion umfassen. David hat das Bedürfnis, sich nützlich zu machen. Eine ältere Tierärztin, die nebenher streunende Hunde fängt, versorgt und dann einschläfert, kann ihn brauchen: Er entsorgt die Hundeleichen zur Verbrennung. Sie ist ihm dankbar, sie beginnen ein Verhältnis.
Dann fährt David noch einmal zurück nach Kapstadt. Er bittet die Familie Melanies um Verzeihung, besucht dann aber eine Vorstellung des Theaters, in dem Melanie in einem Schwank auftritt. Hier heftet sich Melanies Freund an seine Fersen und bedroht ihn. David sucht seine frühere Wohnung auf und findet sie unbewohnt, aber verwüstet vor. An eine Wiederaufnahme seines früheren Lebens ist nicht zu denken.
Als er zu seiner Tochter zurückkehrt, sagt sie ihm, dass sie aus der wiederholten Vergewaltigung schwanger ist, keine Abtreibung will und den Nachbarn Petrus formell heiraten will. Petrus möchte damit den noch minderjährigen Vergewaltiger Pollux – der zu seiner Familie gehört – schützen, aber so auch Lucy und ihr Kind unter seinen Schutz stellen. Außerdem will Lucy Petrus ihr Land vermachen und als seine Pächterin dort leben. David teilt seiner Tochter mit, dass er ihr beistehen wird, kann jedoch so viel Resignation und widerstandslose Unterwerfung nicht fassen und bricht kurze Zeit später vor ihrem Haus in einem Weinkrampf zusammen. Er verlässt Lucy und zieht in die Nähe der Tierärztin.
Als er einmal wieder Hundeleichen entsorgt, zieht es ihn doch wieder zu seiner – inzwischen hochschwangeren –  Tochter, die er insgeheim für ihr Handeln auch bewundert. Der Film endet mit der Szene, dass Lucy ihren Vater zu einem Tee in ihr Haus einlädt, was er annimmt.

## Dramaturgie
Wie die Romanvorlage hält auch der Film sich konsequent an die Perspektive von David Lurie, der z. B. – eingesperrt in die Toilette – die Vergewaltigung seiner Tochter nicht mitbekommt. Der Filmzuschauer erfährt darüber nicht mehr als David Lurie – eine Diskretion, die der Spannung und der Anteilnahme insbesondere an Lucys Schicksal zugutekommt. Diese wächst, je länger der Film dauert, in ihrer Leidensbereitschaft über ihren Vater als Heldenfigur hinaus. Der Schluss ist markant gegenüber dem Roman verändert: Während der Roman die Einschläferung eines David besonders lieben Hundes ans Ende setzt und die Szene voranstellt, in der Lucy ihren Vater zum Tee einlädt, kehrt der Film die Reihenfolge um, so dass die Andeutung einer Aussöhnung oder zumindest Wiederannäherung zwischen Vater und Tochter die wichtige Schlussposition einnimmt. Bestimmte Grundthemen des Romans wie das Hundeleben, das mit dem menschlichen verglichen wird, setzt der Film sehr sorgsam um, andere, wie Davids Versuch, mithilfe seines Banjos eine Oper über Lord Byron in Italien zu schreiben, werden nur angedeutet.

## Kritiken
„Mit atemberaubenden Landschaftsaufnahmen Südafrikas bezaubert Regisseur Steve Jacobs seine Zuschauer. […] Malkovich brilliert als Professor, der jeden literarischen Text akribisch genau unter die Lupe nimmt, während er im wahren Leben wichtige gesellschaftliche Entwicklungen übersieht. […] Dabei schafft es Malkovich gekonnt, keine Schatten auf Newcomer Jessica Haines fallen zu lassen. Auch wenn es ihre erste Rolle in einem Spielfilm ist, so ist sie unglaublich überzeugend und sehr talentiert. […] Regisseur Jacobs […] suchte sich ein[en] schwierigen Stoff aus, den er jedoch mit Bravour inszenierte. […] Schande ist ein Film, der von der Herrschaft einer Klasse erzählt, die Unterschiede zwischen Liebe und Sex aufzeigt und Fragen stellt.“

„Steve Jacobs’ Bildsprache, seine kühle und distanzierte Inszenierung entsprechen genau dem beunruhigend sachlichen Ton des Buchs. Doch der australische Regisseur hat nicht nur die verstörende Atmosphäre des Romans minutiös ein-gefangen, er hat mit John Malkovich auch einen Darsteller gefunden, dessen Manierismen perfekt zum Charakter des eitlen Professors passen. David Lurie fühlt sich selbst zur Einsamkeit verdammt. Doch Mitleid kann er kaum erwarten. Im Gegensatz zu dem Land, in dem er lebt und das er nicht mehr versteht. Ein Land, in dem die Gewalt kein Ende findet. Sie hat sich nur neue Opfer gesucht. Fazit: Ein erschütternder Film über Hass und Vergeltung – und die Hoffnung auf Versöhnung.“

## Auszeichnungen
- Toronto International Film Festival 2008: „International Critics Award“
- Internationales Nahost Film Festival in Abu Dhabi: „Schwarze Perle“